# قزل‌آلای ببری

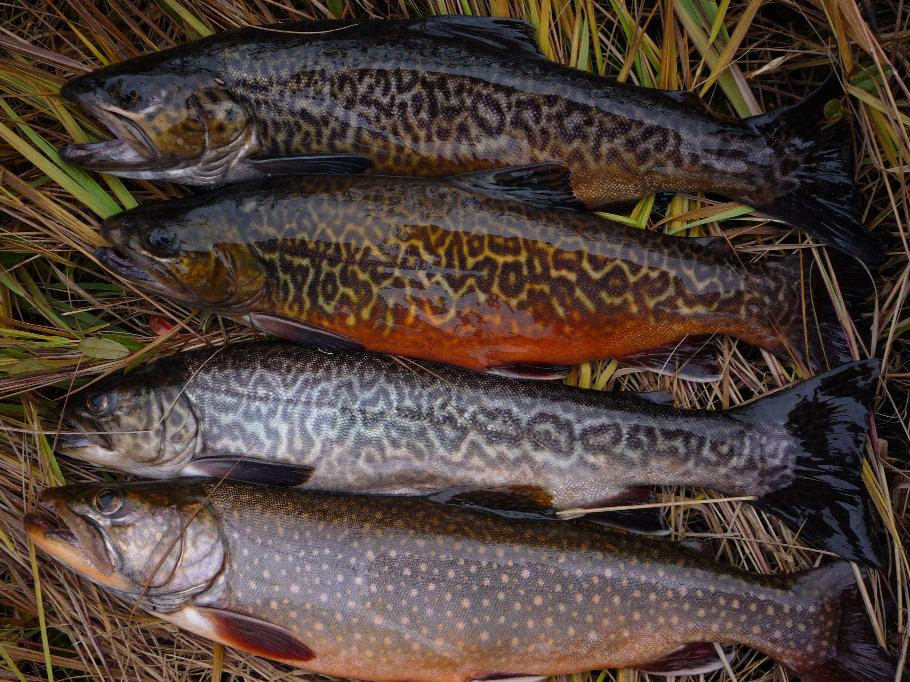
قزل‌آلای ببری

قزل آلای ببری (انگلیسی Tiger trout) گونه‌ای از قزل‌آلا می‌باشد که به سبب شباهت نقش روی بدنش با پوست ببر به این نام معروف است.
قزل‌آلای ببری از آمیزش قزل‌آلای قهوه‌ای نر با ماهی قزل آلای جویبار ماده به وجود می‌آید و تکثیر آن به روش مصنوعی است. ماهی قزل‌آلای ببری بسیار تهاجمی بوده و زیستگاه آن در آمریکا، انگلستان، استرالیا و نیوزلند است.